# Münzenberg
Münzenberg è una città tedesca situata nel land dell'Assia.